# Flora de Indonesia

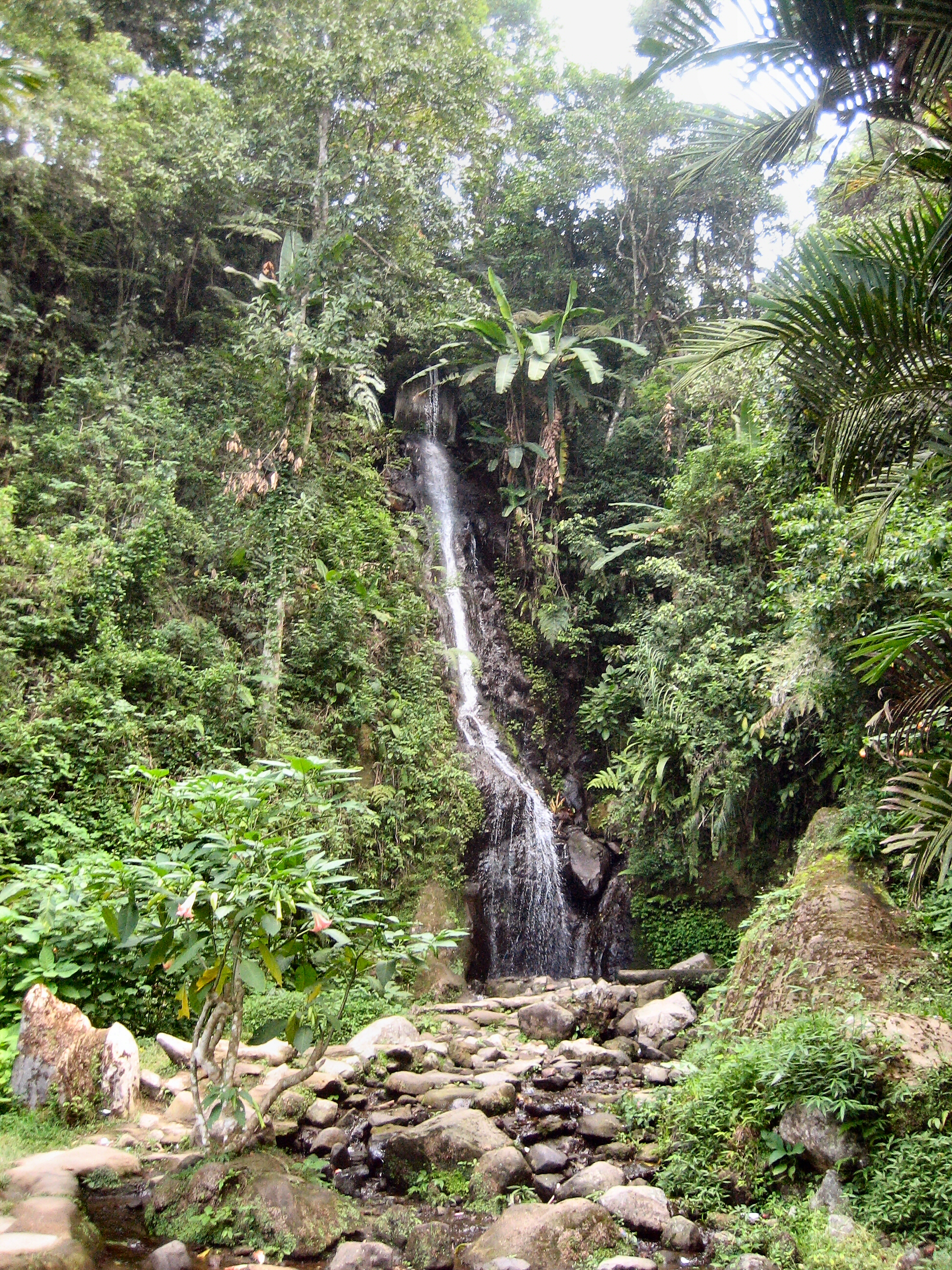
Pequeña cascada en el jardín botánico Cibodas, Indonesia.

La flora de Indonesia consiste de muchas variedades únicas de plantas tropicales. Con un clima tropical alrededor de 17.000 islas, Indonesia es la tercera nación con más biodiversidad en el mundo. La flora refleja una entremezcla de las especies nativas, Asiáticas y Oceánicas. Esto es debido a la geografía de Indonesia, localizada entre dos continentes. El archipiélago consiste de una variedad de regiones de selvas tropicales de las tierras bajas del norte y bosques de las tierras bajas del sur. Indonesia también tiene muchas regiones de pantano y vegetación costera. Hay alrededor de 28.000 especies de plantas florecientes en Indonesia , consistiendo 2.500 tipos diferentes de orquídeas, 6.000 plantas medicinales tradicionales, 122 especies de bambú, más de 350 especies de ratán y 400 especies de Dipterocarpus, incluyendo ébano, sándalo y madera de teca. Indonesia es hogar de algunas especies inusuales como las plantas carnívoras. Una especie excepcional es conocida como Rafflesia arnoldi, nombrada así por Thomas Stamford Raffles y Thomas Arnold, quién descubrió la flor en las profundidades de Bengkulu, Sumatra.

## Origen de la flora de indonesia
El origen de la flora en Indonesia es fuertemente afectado por acontecimientos geográficos y geológicos en continente el asiático y Australasia (ahora Australia). La actual isla de Nueva Guinea estaba conectada con Australia, formando un supercontinente llamado Gondwana. Este supercontinente comenzó a separarse hace 140 millones de años, y la región de Nueva Guinea (anteriormente conocida como Sahul) se movió hacia el Ecuador. Como resultado, animales de Nueva Guinea viajaron al continente Oceánico y viceversa, creando diferentes especies viviendo en diferentes ecosistemas. Estas actividades todavía siguen ocurriendo.
Las influencias del continente asiático, en la otra mano, es el resultado de la reformación de Laurasia, el cual existió después de la separación de Rodinia alrededor de 1 billón de años atrás, Laurasia se separó completamente, formando los continentes de Laurentia (ahora América) y Eurasia. A pesar de que todo esto ocurrió la parte principal de Eurasia, incluyendo China, no fue separada completamente del archipiélago de Indonesia. Como resultado, plantas de Eurasia pudieron propagarse al archipiélago, y bajo diferentes ecosistemas, nuevas formas de vida fueron creadas. 
En el siglo XIX, Alfred Russel Wallace propuso la idea de la Línea de Wallace, la cual es una línea que divide el archipiélago indonesio en dos regiones, la región de Sundaland y Wallacea.
El archipiélago Indonesio, hogar de las Islas Maluku o Islas Moluscas, ha sido conocida desde tiempos antiguos como una fuente de especias como el clavo, nuez moscada y pimienta. Las islas eran la única fuente de especias significantes económicamente hasta finales del siglo XVIII. En la era colonial, el clavo y la nuez moscada eran las comodidades más valoradas por los Europeos después del oro y la plata. Durante la era colonial holandesa, los holandeses también crearon varias plantaciones de café, té y caña de azúcar.

## Tipos de vegetación

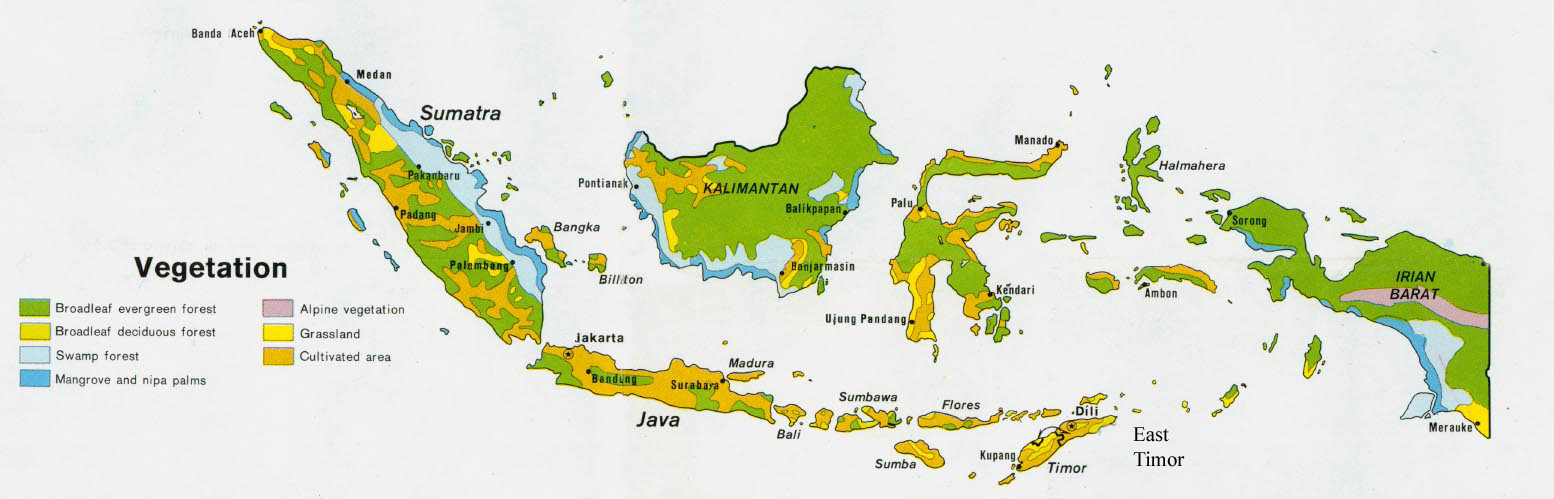
La Distribución de vegetación de indonesia

La flora terrestre de Indonesia puede ser recolectada en grupos característicos de vegetación. El determinante más importante es la caída de lluvia, seguido por la temperatura, la cual afecta la disponibilidad de agua. La distribución de la flora de Indonesia es dominada por los bosques de hoja ancha. 

## Biodiversidad

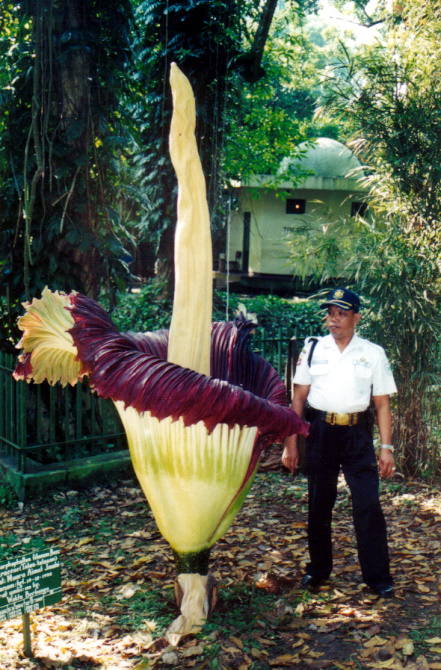
La flor de Amorphophallus titanum en losJardines Botánicos Bogor

Según Conservation International hay dos hotspots de biodiversidad en Indonesia: Wallacea y Sundaland.  Las provincias de Del oeste de Papúa y Papúa son también extremadamente biodiversas. El parque nacional de Lorentz, localizado en la provincia de Papúa, estuvo declarado como Sitio de Patrimonio Mundial en 1999 por UNESCO.

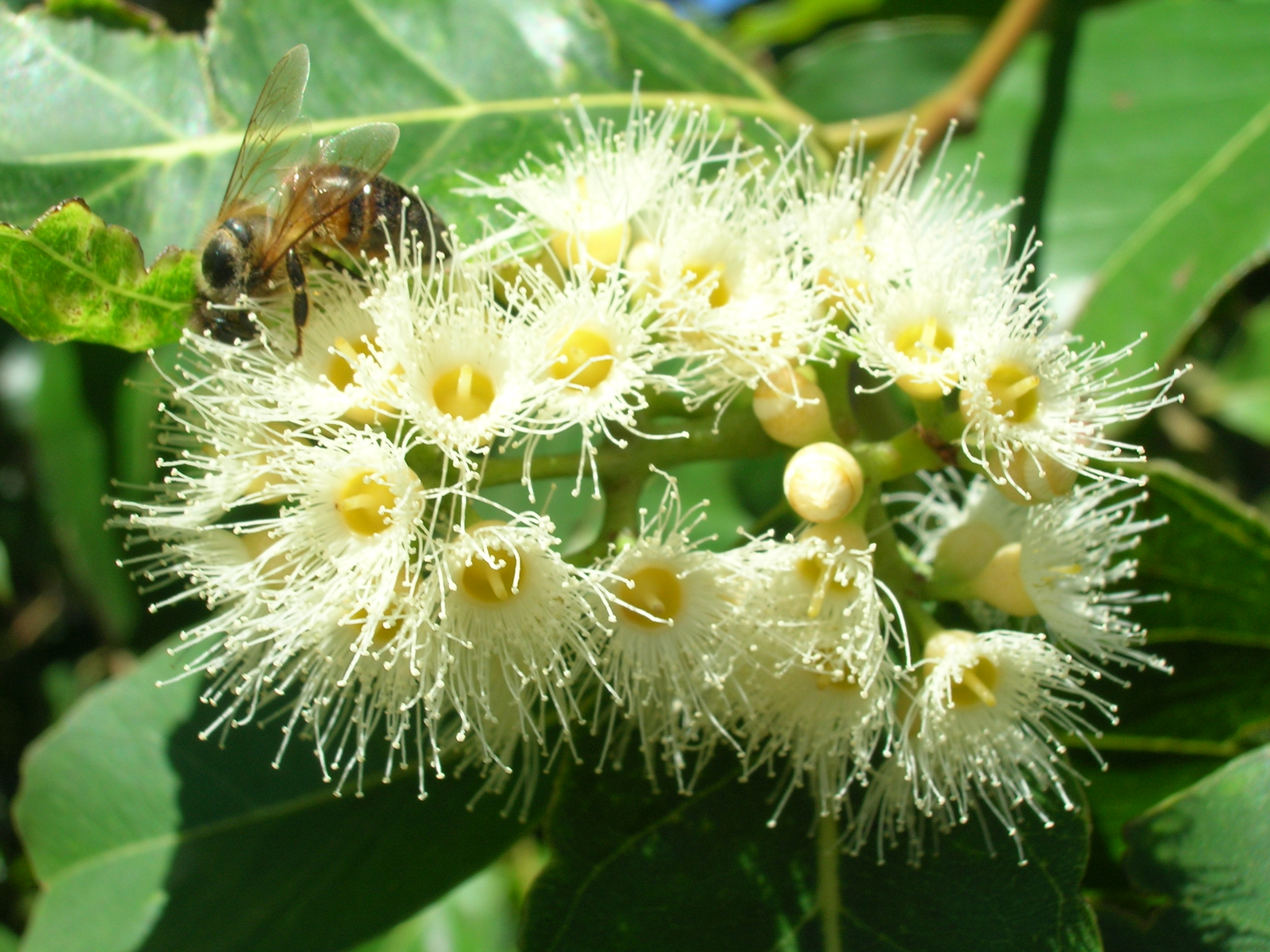
Flores de Eucalipto deglupt

## Las flores nacionales de Indonesia
La Jasminum sambac, una flor blanca pequeña con una dulce fragrancia, es la flor nacional de Indonesia, junto con Anggrek Bulan (Phalaenopsis amabilis) y Padma Raksasa Rafflesia (Rafflesia arnoldii). Las tres flores fueros escogidas el Día Mundial del Medio Ambiente el 5 de junio de 1990 por el presidente Suharto. En otra ocasión Bunga Bangkai (Titan arum) fue también añadida como puspa langka junto con Rafflesia. Cada una de las provincias indonesias también tienen sus emblemas florales propios.

## Día nacional de amor a la Flora y Fauna
El gobierno indonesio ha declarado el 5 de noviembre como "Día nacional de amor a la Flora y Fauna" y se conmemora con ediciones de sellos de correos en los que figuran plantas o animales endémicos o característicos de alguna zona de Indonesia.
La deforestación es un problema mayor en Indonesia. El índice actual es una pérdida de 2 millones de hectáreas por año. Como país tan poblado y con la tendencia de industrialización rápida, la necesidad de tierra y recursos naturales también aumenta. También se han provocado ilegalmente incendios forestales.
Según el departamento indonesio de silvicultura,  hay actualmente 174 plantas endémicas en Indonesia listadas como especies en peligro.